# پیسفول ولی (واشینگتن)
پیسفول ولی (به انگلیسی: Peaceful Valley) یک منطقهٔ مسکونی در ایالات متحده آمریکا است که در شهرستان واتکام، واشینگتن واقع شده‌است. پیسفول ولی ۴۴٫۰ کیلومتر مربع مساحت و ۳٬۳۲۴ نفر جمعیت دارد.